# Asamblea Nacional de Senegal
La Asamblea Nacional (en francés: Assemblée nationale) es el órgano unicameral que ostenta el poder legislativo de Senegal. Anteriormente, la Asamblea formaba parte de un órgano bicameral de 1999 a 2001 y de 2007 a 2012, con el Senado elegido indirectamente como cámara alta, este último fue abolido por segunda vez en septiembre de 2012.

## Sistema electoral
La Asamblea Nacional se compone de 165 miembros electos por los siguientes métodos:
- 112 miembros por mayoría simple en distritos de un solo miembro y voto único en bloque por lista en distritos de múltiples miembros, que incluye a los 15 miembros elegidos por votantes en el extranjero.

- 53 miembros por representación proporcional teniendo al país como un distrito único.

## Presidentes de la Asamblea
| Imagen | Nombre                        | Mandato                 | Mandato                 | Partido Político                    |
| Imagen | Nombre                        | Inicio                  | Fin                     | Partido Político                    |
| ------ | ----------------------------- | ----------------------- | ----------------------- | ----------------------------------- |
|        | Lamine Guèye                  | 1960                    | 10 de junio de 1968     | Partido Socialista de Senegal       |
|        | Amadou Cissé Dia              | 1968                    | 1983                    | Partido Socialista de Senegal       |
|        | Habib Thiam                   | 1983                    | 1984                    | Partido Socialista de Senegal       |
|        | Daouda Sow                    | 12 de abril de 1984     | 9 de diciembre de 1988  | Partido Socialista de Senegal       |
|        | Abdoul Aziz Ndaw              | 1988                    | 1993                    | Partido Socialista de Senegal       |
|        | Cheikh Abdoul Khadre Cissokho | 1993                    | 2001                    | Partido Socialista de Senegal       |
|        | Youssou Diagne                | 2001                    | 12 de junio de 2002     | Partido Democrático Senegalés       |
|        | Pape Diop                     | Junio de 2002           | Junio de 2007           | Partido Democrático Senegalés       |
|        | Macky Sall                    | 20 de junio de 2007     | 9 de noviembre de 2008  | Partido Democrático Senegalés       |
|        | Mamadou Seck                  | 16 de noviembre de 2008 | 30 de julio de 2012     | Partido Democrático Senegalés       |
|        | Moustapha Niasse              | 30 de julio de 2012     | 12 de setiembre de 2022 | Alianza de las Fuerzas del Progreso |
|        | Amadou Mame Diop              | 12 de setiembre de 2022 | En el cargo             | Alianza por la República            |